# Cischweinfia
Cischweinfia es un género de orquídeas con once especies. Es originario de Sudamérica.

## Descripción
Se encuentra desde Costa Rica al sur de Bolivia en las selvas húmedas. Está estrechamente relacionado con el género Trichopilia excepto en que el labio está fusionado al margen de la columna para formar un nectario que se une bajo el ovario.

## Taxonomía
El género fue descrito por  C.Schweinf. Dressler & N.H.Williams y publicado en Journal of Botany, British and Foreign 66: 141. 1928. La especie tipo es Aspasia pusilla la cual fue renombrada en Cischweinfia pusilla. 
Etimología
Su nombre genérico se otorgó en honor del botánico estadounidense Charles Schweinfurth.

## Especies
1. Cischweinfia colombiana Garay, Orquideologia 8: 54. 1973
2. Cischweinfia dasyandra (Rchb.f.) Dressler & N.H.Williams, Amer. Orchid Soc. Bull. 39: 991. 1970
3. Cischweinfia donrafae Dressler & Dalström, Selbyana 25: 9. 2004
4. Cischweinfia jarae Dodson & D.E.Benn., Icon. Pl. Trop., II, 1: t. 28. 1989
5. Cischweinfia kroemeri R.Vásquez & Dodson, Revista Soc. Boliv. Bot. 2: 143. 1999
6. Cischweinfia nana Dressler, Selbyana 22: 9. 2001
7. Cischweinfia parva (C.Schweinf.) Dressler & N.H.Williams, Amer. Orchid Soc. Bull. 39: 992. 1970
8. Cischweinfia platychila Garay, Orquideologia 7: 201. 1972
9. Cischweinfia popowiana Königer, Arcula 7: 191. 1997
10. Cischweinfia pusilla (C.Schweinf.) Dressler & N.H.Williams, Amer. Orchid Soc. Bull. 39: 992. 1970
11. Cischweinfia rostrata Dressler & N.H.Williams, Amer. Orchid Soc. Bull. 39: 993. 1970